# Jerry London
Jerry London (Los Angeles, 21 gennaio 1947) è un regista e produttore televisivo statunitense.

## Filmografia parziale

### Cinema
- Goodnight Jackie (1974)
- Shōgun - Il signore della guerra (Shogun) (1980)
- Poliziotto in affitto (Rent-a-Cop) (1987)
- La primavera di Michelangelo (A Season of Giants) (1990)
- Appuntamento sotto l'albero (A holiday for love) (1996)

### Televisione
- Gli eroi di Hogan (1969-1971; 10 episodi)
- La famiglia Partridge (1972-1973; 6 ep.)
- La famiglia Brady (1972-1973; 4 ep.)
- The Bob Newhart Show (1973; 5 ep.)
- Love, American Style (1972-1974; 8 ep.)
- Marcus Welby (1973-1974; 4 ep.)
- Kojak (1974-1975; 4 ep.)
- L'uomo da sei milioni di dollari (1974-1975; 6 ep.)
- Hawaii Squadra Cinque Zero (1976-1977; 2 ep.)
- Agenzia Rockford (1974-1977; 8 ep.)
- Scarlatto e nero (1983)
- L'ossessione di Sarah Hardy (1989)
- In lotta per l'onore (1990)
- Vittima d'amore (1991)
- Una madre in prestito (1993)
- Un detective in corsia (1993)
- La signora del West (1993-1998; 21 ep.)
- 100 Centre Street (2001; 3 ep.)
- La signora del West - Ritorno a Boston (2001)
- Squadra Med - Il coraggio delle donne (2000-2005; 7 ep.)